# Ung thư hắc tố
Ung thư hắc tố, còn được gọi là Ung thư hắc tố ác tính, là một loại ung thư phát triển từ các tế bào chứa sắc tố được gọi là tế bào hắc tố Ung thư hắc tố thường xuất hiện ở da, nhưng hiếm khi xảy ra ở miệng, ruột hoặc mắt. Ở phụ nữ, chúng thường xuất hiện ở chân, trong khi ở nam giới chúng phổ biến nhất ở lưng. Đôi khi chúng phát triển từ nốt ruồi với những thay đổi như tăng kích thước, các cạnh không đều, thay đổi màu sắc, ngứa, hoặc vết nứt da.
Nguyên nhân chính của ung thư hắc tố là phơi nhiễm tia cực tím (UV) ở những người có mức độ sắc tố da thấp. Ánh sáng tia cực tím có thể là từ mặt trời hoặc từ các nguồn khác, chẳng hạn như các thiết bị thuộc da Khoảng 25% phát triển từ nốt ruồi Những người có nhiều nốt ruồi, tiền sử của các thành viên gia đình bị ảnh hưởng, và những người có chức năng miễn dịch kém thì có nguy cơ cao hơn. Một số dị tật di truyền hiếm gặp như bệnh khô da nhiễm sắc tố cũng làm tăng nguy cơ. Chẩn đoán là bằng cách sinh thiết và phân tích bất kỳ tổn thương da nào có dấu hiệu có khả năng gây ung thư
Sử dụng kem chống nắng và tránh ánh sáng tia cực tím có thể ngăn ngừa ung thư hắc tố. Điều trị thường được loại bỏ bằng phẫu thuật, ở những người mắc bệnh ung thư lớn hơn một chút, các hạch bạch huyết gần đó có thể được xét nghiệm lây lan. Hầu hết mọi người đều được chữa trị nếu không lây lan. Đối với những người mà u ác tính đã lây lan, liệu pháp miễn dịch, liệu pháp sinh học, xạ trị, hoặc hóa trị liệu có thể cải thiện sự sống còn. Với việc điều trị tỷ lệ sống 5 năm tại Hoa Kỳ là 98% trong số những người bị bệnh địa phương và 17% trong số những người bị lây lan đã xảy ra. Khả năng nó sẽ trở lại hoặc lây lan phụ thuộc vào khối u ác tính dày bao nhiêu, các tế bào phân chia nhanh đến mức nào và liệu da có bị loét hay không. 
Ipilimumab đã được Cục quản lý Thực phẩm và Dược phẩm Hoa Kỳ chấp thuận vào năm 2011 để điều trị ung thư hắc tố, một dạng ung thư da.
Ung thư hắc tố là loại ung thư da nguy hiểm nhất. Trên toàn cầu, vào năm 2012, nó mới xảy ra ở 232.000 người. Trong năm 2015 đã có 3,1 triệu người mắc bệnh tích cực dẫn đến 59.800 ca tử vong. Úc và New Zealand có tỷ lệ khối u ác tính cao nhất trên thế giới. Ngoài ra còn có tỷ lệ cao ở Bắc Âu và Bắc Mỹ, trong khi nó là ít phổ biến ở châu Á, châu Phi và châu Mỹ Latinh. Ung thư hắc tố thường gặp ở nam giới hơn nữ giới. Ung thư hắc tố đã trở nên phổ biến hơn kể từ những năm 1960 ở những khu vực đông dân cư với người da trắng.

## Dấu hiệu và triệu chứng
Các dấu hiệu ban đầu của ung thư hắc tố là những thay đổi về hình dạng hoặc màu sắc của nốt ruồi hoặc, trong trường hợp ung thư hắc tố dạng nốt, sự xuất hiện của một cục u mới ở bất cứ đâu trên da. Ở giai đoạn sau, nốt ruồi có thể ngứa, vết nứt da hay chảy máu.